# 2022 aux échecs
| Années des échecs : 2019 - 2020 - 2021 - 2022 - 2023 - 2024 - 2025    |
| Décennies des échecs : 1990 - 2000 - 2010 - 2020 - 2030 - 2040 - 2050 |

L'année 2022 dans le monde des échecs voit le retour de la plupart des tournois d'échecs sur plateau, à la suite des nombreuses annulations d'événements dues à la pandémie de Covid-19.
L'année 2022 est marquée par l'invasion de l'Ukraine par la Russie en février 2022. En réponse, la Fédération internationale des échecs interdit aux joueurs russes et biélorusses de joueur sur leur drapeau national, et exclut Sergueï Kariakine du tournoi des candidats 2022, en raison de son soutien public à l'invasion. Le système de qualification pour le championnat du monde féminin d'échecs 2023 est également modifié, ce qui prête à polémique, pour éviter les rencontres entre joueuses ukrainiennes et russes. Le président de la FIDE, le Russe Arkadi Dvorkovitch, est quant à lui réélu à la tête de la fédération en juillet 2022, avec l'ancien champion du monde Viswanathan Anand comme vice-président.
Deux tournois monopolisent particulièrement l'attention des joueurs d'échecs en 2022. Tout d'abord, le Tournoi des candidats 2022 (en) est remporté par le russe Ian Nepomniachtchi, ce qui fait de lui le challenger pour le championnat du monde d'échecs 2023. Devant être initialement opposé au norvégien Magnus Carlsen, le champion du monde en titre, celui-ci annonce en juillet 2022 son abandon du titre mondial, et c'est donc le deuxième meilleur joueur du tournoi des candidats, le Chinois Ding Liren, qui est désigné pour remplacer Magnus Carlsen en finale de championnat du monde. De plus, l'Olympiade d'échecs est à nouveau organisée, en Inde à Chennai, après 4 ans d'absence : le tournoi est remporté par l'Ouzbékistan en catégorie mixte, et par l'Ukraine en catégorie femmes.
Un grand débat concernant la triche lors des tournois d'échecs a également lieu à partir de septembre 2022, quand Magnus Carlsen abandonne la Sinquefield Cup et accuse de tricherie son adversaire Hans Niemann. Cette accusation génère de très nombreuses réactions dans le monde des échecs. Hans Niemann reconnaît avoir triché lors de parties en ligne quand il était mineur, mais dément toute tricherie en présentiel sur un échiquier. Si aucune preuve formelle n'est apportée par Magnus Carlsen concernant la partie qui les ont opposé, Chess.com publie le 4 octobre un rapport pour étayer de potentielles tricheries de Hans Niemann avant 2021. Le 20 octobre, Hans Niemann porte plainte contre Magnus Carlsen, Hikaru Nakamura et le site internet Chess.com et leur réclame 100 millions de dollars de dommages et intérêts.

## Championnats du monde

### Championnat du monde mixte
Le cycle de qualification pour désigner le challenger du champion du monde en titre Magnus Carlsen a lieu à cheval entre les années 2021 et 2022 : une série de tournois permet aux meilleurs joueurs du monde de faire partie des huit participants au Tournoi des candidats 2022 (en). Au début de l'année 2022, il reste deux places à attribuer, qui sont remportées par l'américain Hikaru Nakamura et le hongrois Richárd Rapport, à l'issue de trois tournois du Grand Prix FIDE 2022.
| Lieu     | Dates                    | Vainqueur       | Finaliste         | Demi-finalistes                       |
| -------- | ------------------------ | --------------- | ----------------- | ------------------------------------- |
| Berlin   | du 3 au 17 février       | Hikaru Nakamura | Levon Aronian     | Richárd Rapport Leinier Domínguez     |
| Belgrade | du 28 février au 14 mars | Richárd Rapport | Dmitri Andreïkine | Anish Giri Maxime Vachier-Lagrave     |
| Berlin   | du 21 mars au 4 avril    | Wesley So       | Hikaru Nakamura   | Shakhriyar Mamedyarov Amin Tabatabaei |

À la suite de l'invasion de l'Ukraine par la Russie en février 2022, la FIDE exclut Sergueï Kariakine du tournoi des candidats 2022, en raison de son soutien public à l'invasion. Selon le règlement du tournoi, la place disponible doit alors revenir au joueur le mieux classé au classement Elo (et non déjà qualifié au tournoi), qui est alors le chinois Ding Liren à la condition expresse d'avoir joué un nombre minimum de trente parties dans les mois précédant le tournoi. Du fait de la fermeture de la Chine pendant la pandémie de Covid-19, Ding Liren n'a alors joué que 4 parties officielles entre juin 2021 et mars 2022. La fédération chinoise d'échecs crée alors une série de tournois auxquels Ding Liren participe tout le mois d'avril, afin d'atteindre le quota de trente parties disputées dans le délai imparti.
Les qualifiés pour le Tournoi des candidats 2022 organisé en juin et juillet 2022 à Madrid sont alors Hikaru Nakamura, Richard Rapport, Ian Nepomniachtchi, Teimour Radjabov, Jan-Krzysztof Duda, Alireza Firouzja, Fabiano Caruana et Ding Liren. Ian Nepomniachtchi remporte finalement le tournoi des candidats, devant Ding Liren, et obtient le droit de participer à la finale du championnat du monde contre Magnus Carlsen en 2023.
Néanmoins, Magnus Carlsen annonce quelques jours après la fin du tournoi qu'il renonce à défendre son titre de champion du monde, qu'il détient depuis 2013. Il justifie sa décision par un manque de motivation. Le règlement de la FIDE prévoit alors que c'est le joueur qui a terminé deuxième de tournoi des candidats qui jouera la finale du championnat du monde en remplacement du champion en titre, permettant ainsi à Ding Liren de défier Ian Nepomniachtchi pour le titre suprême.

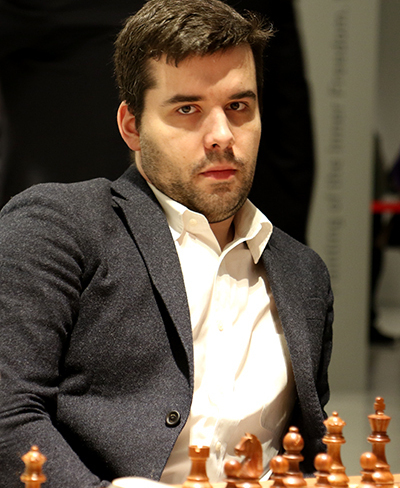
Ian Nepomniachtchi.
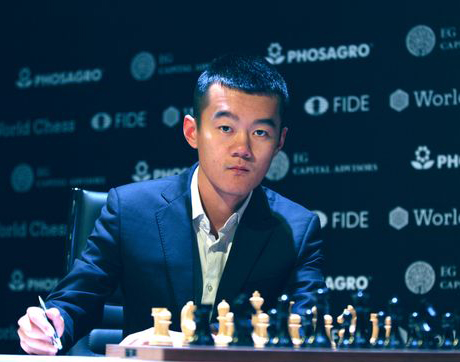
Ding Liren.

### Championnat du monde féminin
Le cycle de qualification pour désigner la challengeuse de la championne du monde en titre Ju Wenjun a lieu à cheval entre les années 2022 (déroulement des poules A et B) et 2023 (finale entre les vainqueuses des deux poules), avant une finale du championnat du monde prévue à l'été 2023. Les huit joueuses qualifiées sont Aleksandra Goryachkina, Humpy Koneru, Kateryna Lagno, Alexandra Kosteniuk, Tan Zhongyi, Anna Muzychuk, Lei Tingjie et Mariya Muzychuk,.
Le nouveau système à élimination directe à huit joueuses, adopté et dévoilé par la FIDE en juin 2022, porte à controverse car cette nouveauté est contraire au souhait initial de la FIDE d'adopter pour les femmes un système de qualification identique à celui des hommes. De plus, ces modifications n'ont été réalisées que pour éviter que les joueuses ukrainiennes et russes s'affrontent en quart de finale, alors qu'une guerre entre les deux pays a débuté en février 2022.

« Nous avons dû changer le format des Candidates d'un tournoi toutes rondes en matchs en raison de la « crise russo-ukrainienne », de « l'action militaire en cours en Ukraine », nous avons dû séparer les joueuses russes des ukrainiennes. »

— Arkady Dvorkovich, président de la FIDE, pendant son commentaire de la dernière ronde du Grand Prix FIDE d'Astana le 29 septembre 2022.
La joueuse chinoise Lei Tingjie remporte la série de matchs de la poule A début novembre 2022, suivie par Tan Zhongyi en poule B courant décembre 2022 : elles se rencontreront en finale de qualification pour le championnat du monde 2023 lors du premier trimestre 2023. La vainqueuse jouera alors la finale de championnat du monde contre la tenante du titre Ju Wenjun, c'est donc une joueuse chinoise qui sera championne du monde en 2023,.

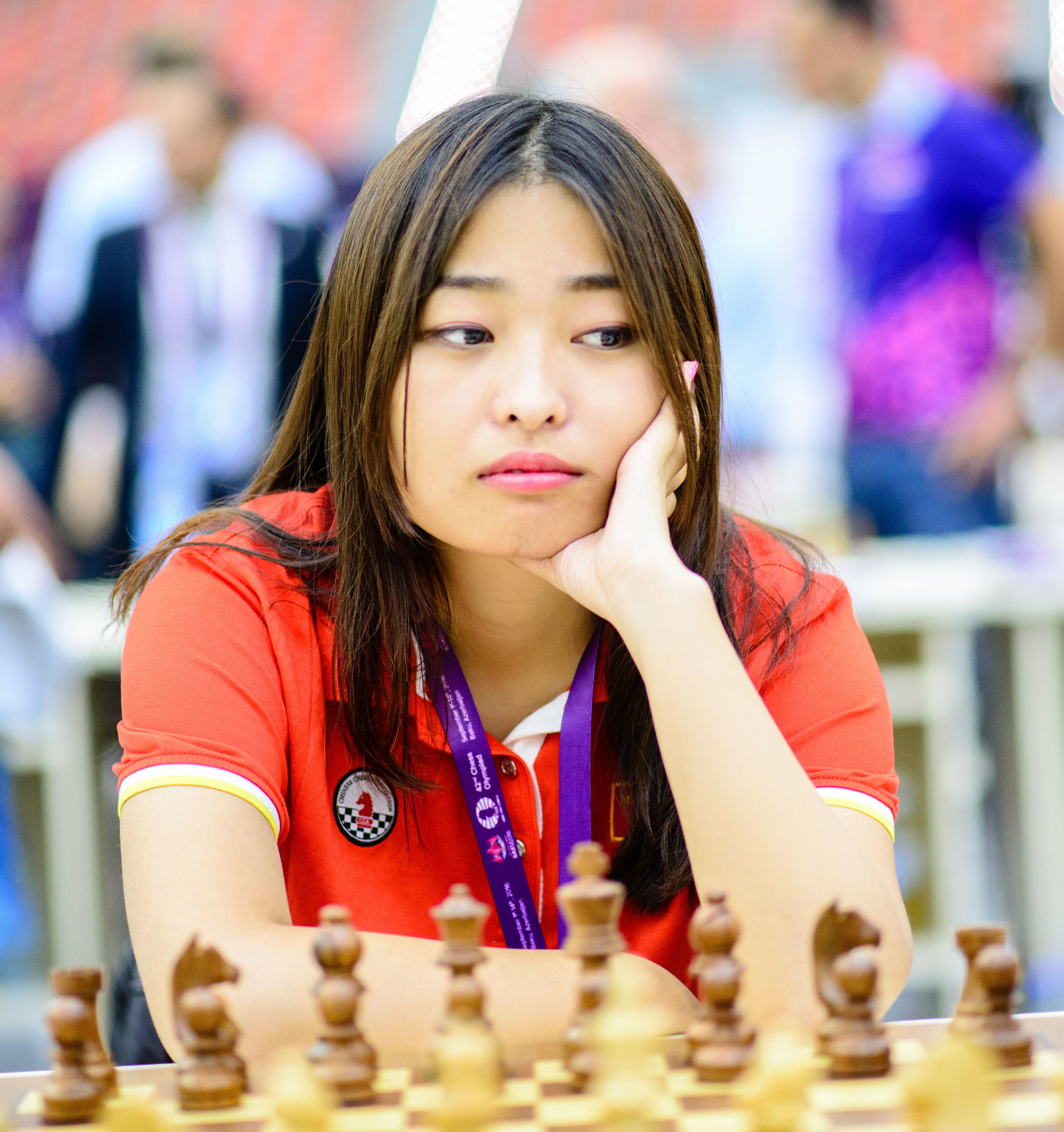
Ju Wenjun.
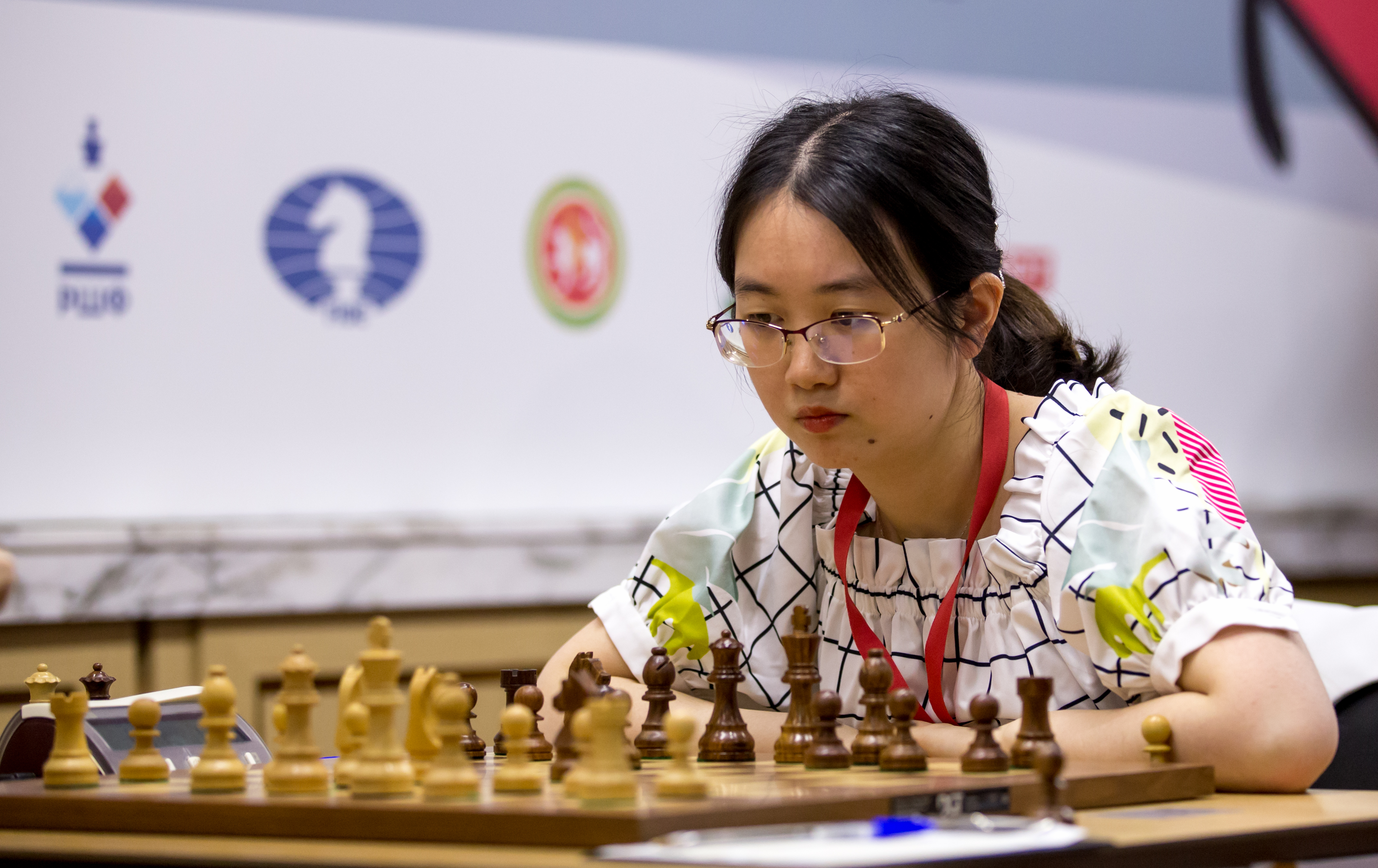
Tan Zhongyi.

En 2022 débute également le cycle qualificatif pour le championnat du monde féminin à horizon 2024-2025, avec l'organisation des Grand Prix FIDE femmes 2022-2023. Les deux meilleures joueuses à l'issue de ces Grand Prix seront qualifiées pour le Tournoi des candidates 2023-2024. La première épreuve a lieu à Astana du 17 au 30 septembre 2022, et est remportée par la joueuse russe Kateryna Lagno.

### Championnats du monde de blitz et de parties rapides
| Tournoi        | Champion mixte | Championne           |
| -------------- | -------------- | -------------------- |
| Cadence rapide | Magnus Carlsen | Tan Zhongyi          |
| Cadence blitz  | Magnus Carlsen | Bibisara Assaubayeva |

Au cours des championnats du monde de parties rapides, la joueuse iranienne Sarasadat Khademalsharieh fait sensation en jouant sans le hidjab imposé par la loi de son pays, ce qui est considéré comme un signe courageux de soutien aux manifestations consécutives à la mort de Mahsa Amini en Iran. Après la compétition, la fédération iranienne des échecs prend ses distances avec elle en déclarant que « Khademalsharieh n’a pas participé à ces compétitions par l’intermédiaire de la fédération. Elle y est allée de façon indépendante ». Par crainte de représailles, elle décide de s’installer en Espagne avec son conjoint Ardeshir Ahmadi,.

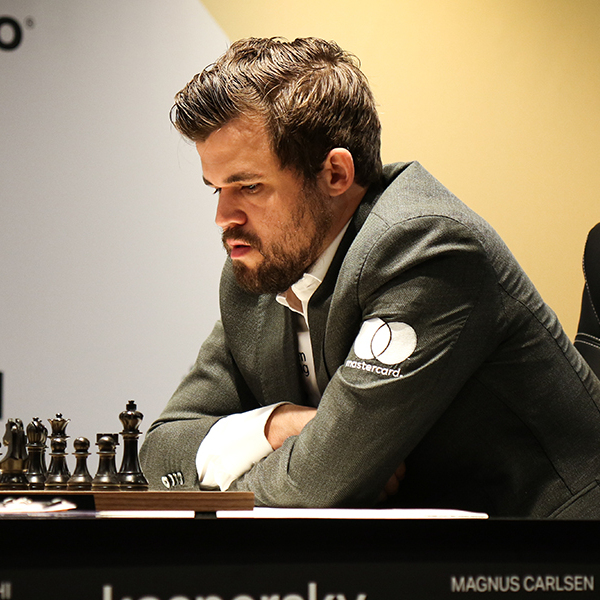
Magnus Carlsen en 2021.
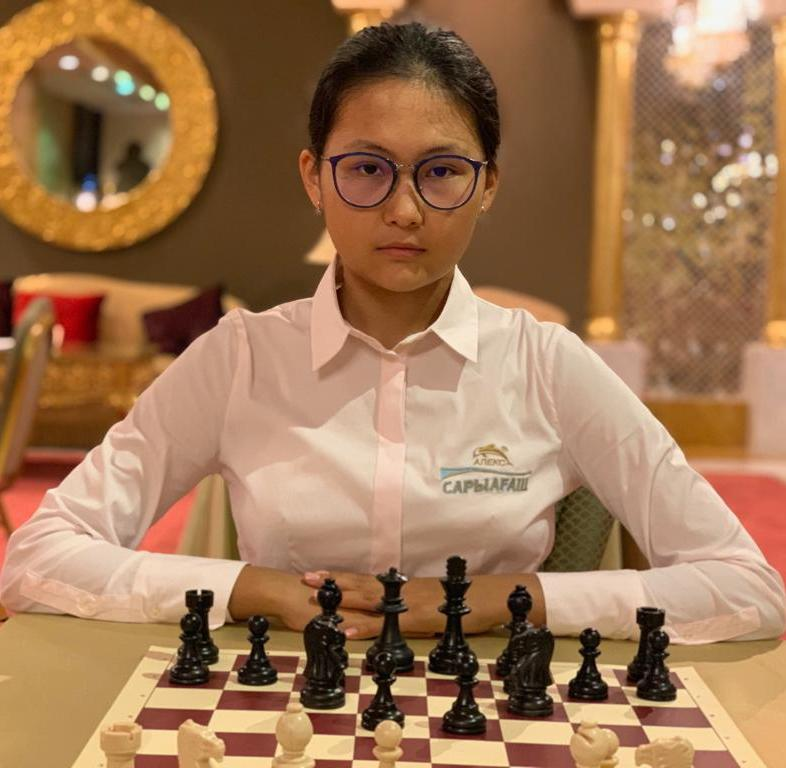
Bibissara Assaubayeva.
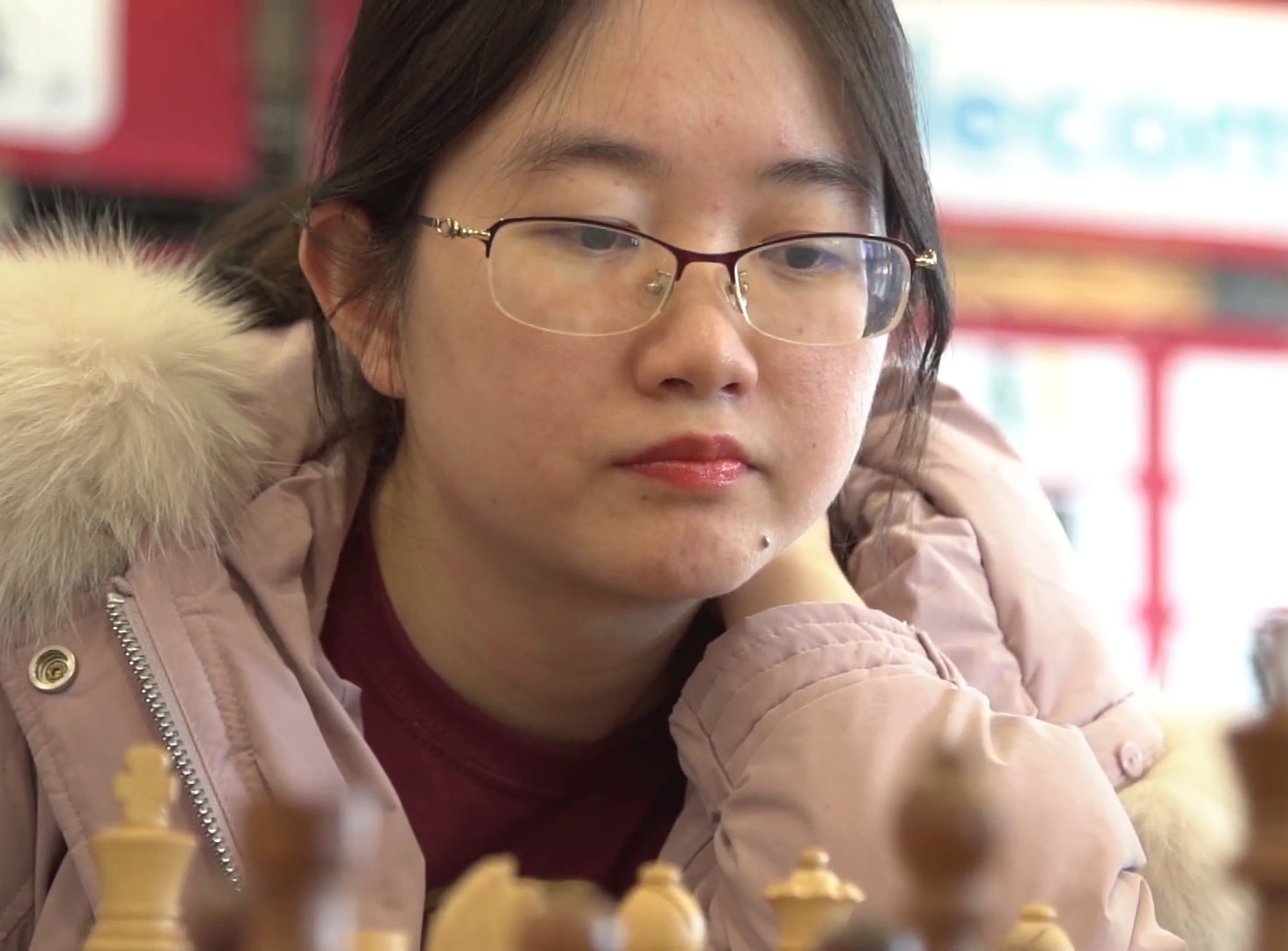
Tan Zhongyi en 2020.
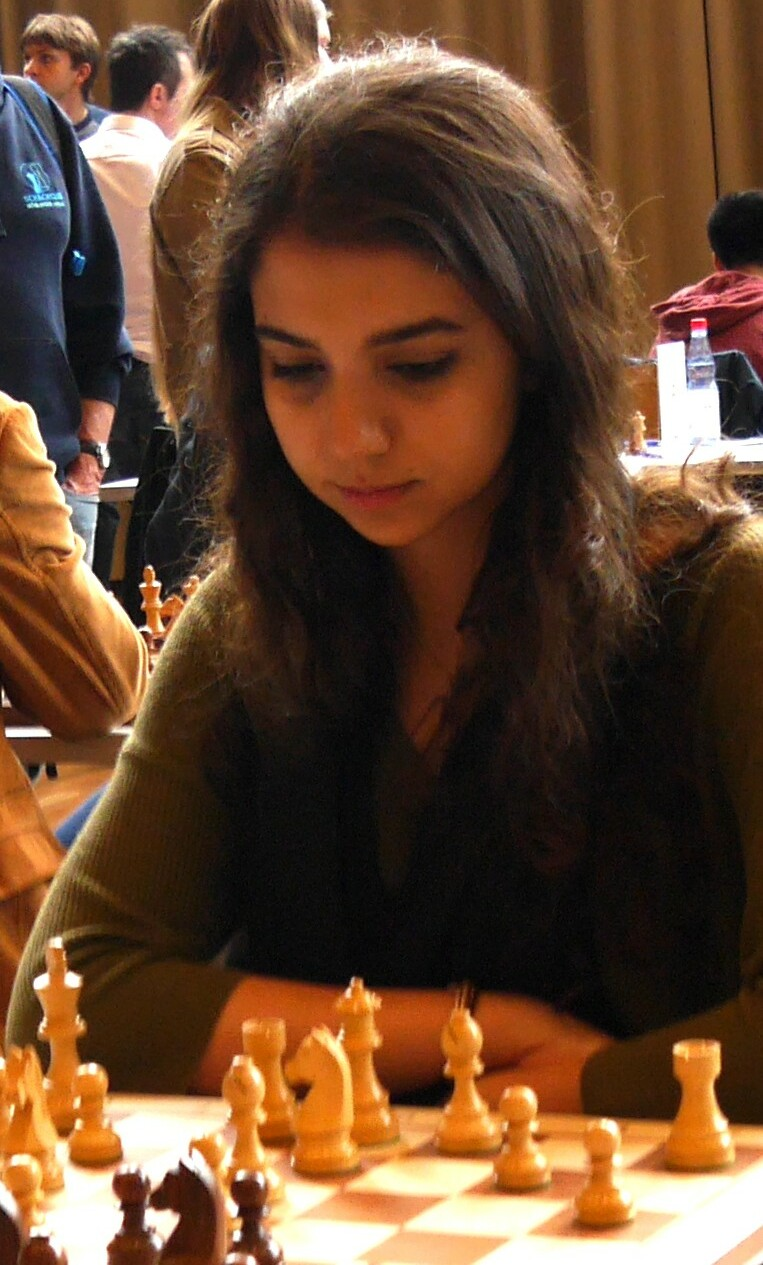
Sarasadat Khademalsharieh en 2017.

### Championnats du monde d'échecs senior, de la jeunesse, d'échecs aléatoires et des solutionnistes
| Âge                              | Champion mixte         | Championne                |
| -------------------------------- | ---------------------- | ------------------------- |
| Plus de 50 ans                   | Zurab Sturua           | Elvira Berend             |
| Plus de 65 ans                   | John Nunn              | Nona Gaprindashvili       |
| Juniors (moins de 20 ans)        | Abdulla Gadimbayli     | Govhar Beydullayeva       |
| Moins de 18 ans                  | Shawn Rodrigue-Lemieux | Mariam Mkrtchyan          |
| Moins de 16 ans                  | Pranav Anand           | Davaakhuu Munkhzul        |
| Moins de 14 ans                  | Ilamparthi A R         | Zarina Nurgaliyeva        |
| Moins de 12 ans                  | Artem Uskov            | Gupta Shubhi              |
| Moins de 10 ans                  | David Lacan Rus        | Nika Venskaya             |
| Moins de 8 ans                   | Marc Llari             | A Charvi                  |
| Chess 960                        | Hikaru Nakamura        | Pas de compétition dédiée |
| Résolution de problèmes d'échecs | Danila Pavlov          | Anna Choukhman            |

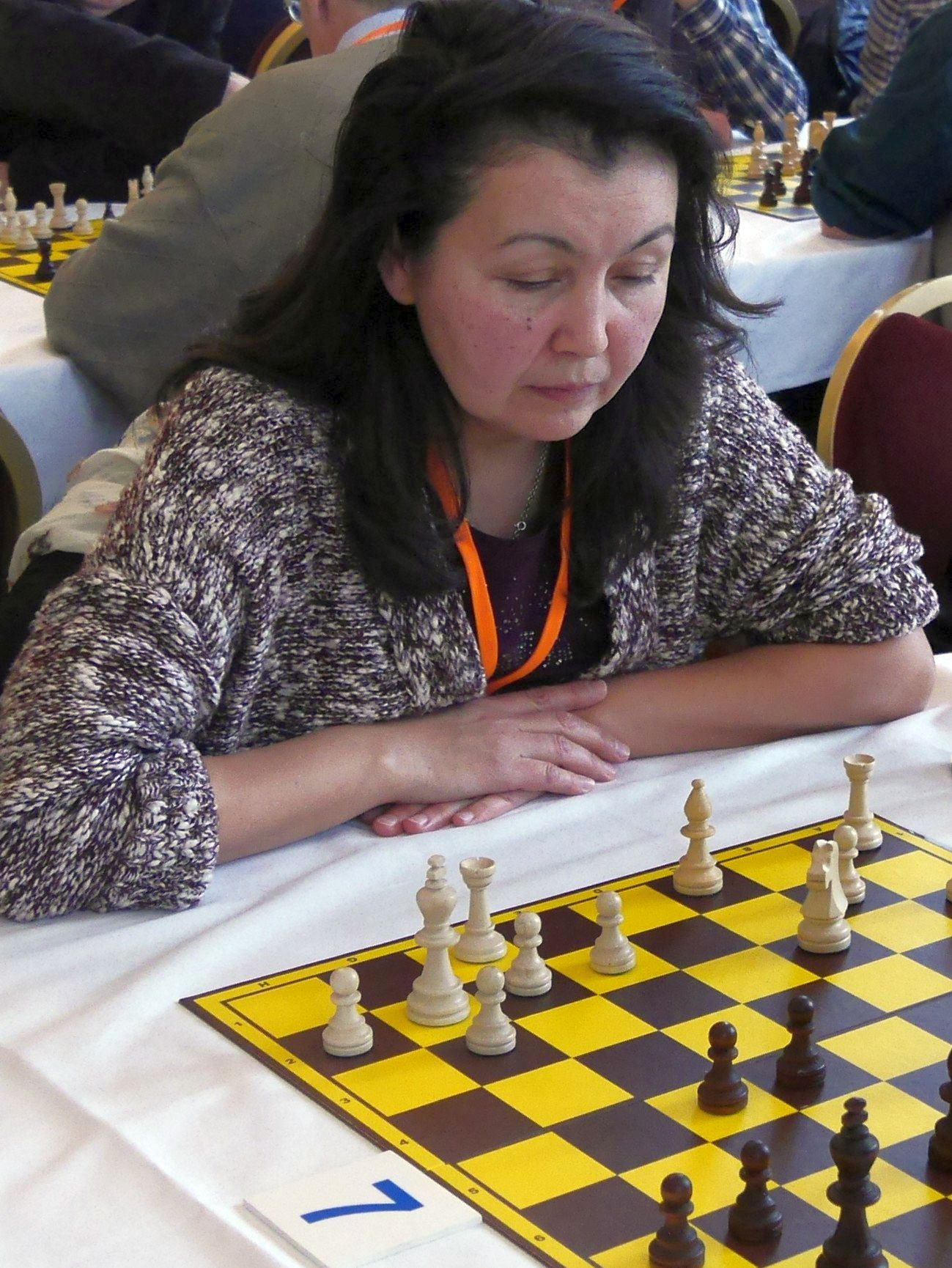
Elvira Berend.
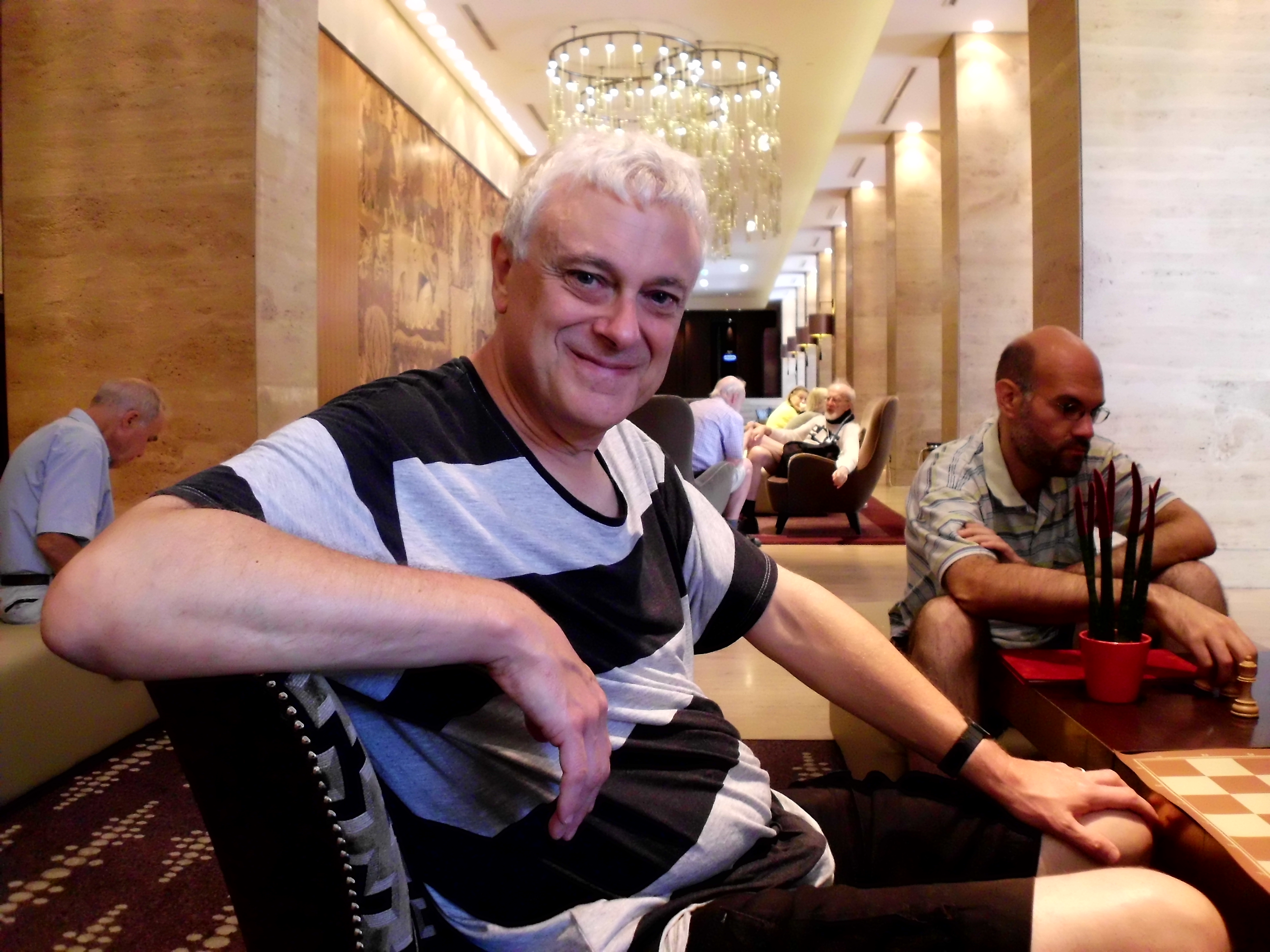
John Nunn.
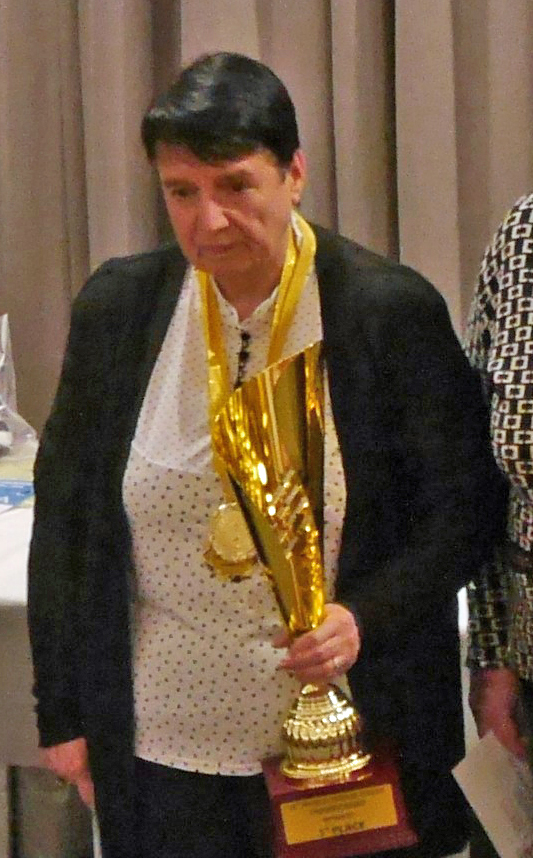
Nona Gaprindashvili.
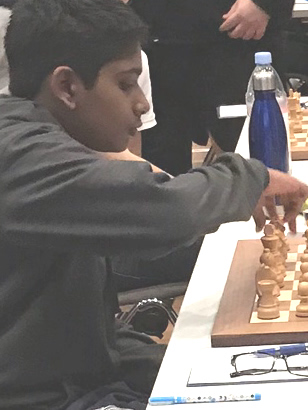
Pranav Anand.

## Grands tournois annuels
De très nombreux tournois sont organisés partout dans le monde, sur échiquier ou par Internet, et plusieurs d'entre eux ont des audiences ou des dotations plus importantes que les autres,.
| Nom de l'événement                    | Dates                    | Lieu         | Cadence                    | Vainqueur                                                                   |
| ------------------------------------- | ------------------------ | ------------ | -------------------------- | --------------------------------------------------------------------------- |
| Tata Steel Chess                      | 15-30 janvier            | Wijk aan Zee | Classique                  | Masters : Magnus Carlsen Challengers : Arjun Erigaisi                       |
| Gibchess Battle of the Sexes          | 24 janvier - 3 février   | Gibraltar    | Classique                  | Équipe Hommes                                                               |
| Open de Reykjavik                     | 6-12 avril               | Reykjavik    | Classique                  | Rameshbabu Praggnanandhaa                                                   |
| Mémorial Capablanca                   | 19-28 avril              | La Havane    | Classique                  | Hans Niemann                                                                |
| American Cup,                         | 20-29 avril              | Saint-Louis  | Classique                  | Fabiano Caruana et Irina Krush                                              |
| Mitropa Cup                           | 30 avril - 8 mai         | Corte        | Classique                  | Hommes : France Femmes : France                                             |
| Tepe Sigeman                          | 3-9 mai                  | Malmö        | Classique                  | Hans Niemann                                                                |
| Sharjah Masters                       | 21-29 mai                | Charjah      | Classique                  | Nodirbek Abdusattorov                                                       |
| Norway Chess                          | 31 mai - 10 juin         | Stavanger    | Classique                  | Magnus Carlsen                                                              |
| Festival d'échecs de Prague           | 7-17 juin                | Prague       | Classique                  | Pentala Harikrishna                                                         |
| Torneo Magistral Ciudad de León       | 8-10 juillet             | León         | Rapide et blitz            | Boris Gelfand                                                               |
| Festival de Bienne                    | 11-22 juillet            | Bienne       | Classique, rapide et blitz | Lê Quang Liêm                                                               |
| Sparkassen Chess Trophy               | 17-25 juillet            | Dortmund     | Classique                  | Pavel Eljanov                                                               |
| Abu Dhabi Masters                     | 17-25 août               | Abou Dabi    | Classique                  | Arjun Erigaisi                                                              |
| Chess 9LX                             | 14-16 septembre          | Saint-Louis  | Chess 960                  | Fabiano Caruana                                                             |
| Tata Steel Chess India Rapide & Blitz | 29 novembre - 4 décembre | Kolkata      | Rapide et blitz            | Rapide : Nihal Sarin et Anna Ushenina Blitz : Arjun Erigaisi et R. Vaishali |
| Festival Sunway Sitges (ca)           | 11-22 décembre           | Sitges       | Classique                  | Kirill Alekseenko                                                           |
| Mémorial Gashimov                     | 17-24 décembre           | Chamkir      | Rapide et blitz            | Nodirbek Abdusattorov                                                       |

Le cycle de tournois Grand Chess Tour réunissant plusieurs des meilleurs joueurs au monde, a également de nouveau lieu en 2022. Cinq tournois composent le Grand Chess Tour 2022, pour une dotation totale de 1,4 million de dollars. Le Grand Chess Tour 2022 est remporté par le jeune Alireza Firouzja à l'issue de la Sinquefield Cup, suivi par Wesley So et Maxime Vachier-Lagrave.
| Tournoi                               | Lieu        | Dates                | Cadence         | Vainqueur              |
| ------------------------------------- | ----------- | -------------------- | --------------- | ---------------------- |
| Superbet Chess Classic de Roumanie    | Bucarest    | 3-15 mai             | Classique       | Maxime Vachier-Lagrave |
| Superbet Rapide & Blitz de Pologne    | Varsovie    | 17-24 mai            | Rapide et blitz | Jan-Krzysztof Duda     |
| SuperUnited Rapide & Blitz de Croatie | Zagreb      | 8-25 juillet         | Rapide et blitz | Magnus Carlsen         |
| St Louis Rapide & Blitz               | Saint-Louis | 24-31 août           | Rapide et blitz | Alireza Firouzja       |
| Sinquefield Cup                       | Saint-Louis | 31 août-13 septembre | Classique       | Alireza Firouzja       |

La Sinquefield Cup est particulièrement marquée par l'abandon du tournoi de Magnus Carlsen à la quatrième ronde le 5 septembre, suivi d'une accusation latente de tricherie envers son adversaire Hans Niemann après que celui-ci se soit imposé avec les pièces noires lors de leur partie. Cette accusation génère de très nombreuses réactions parmi les joueurs et les commentateurs des échecs, parmi lesquels le célèbre joueur-streameur Hikaru Nakamura, qui ne participe alors pas à la Sinquefield Cup. Le site de jeu en ligne Chess.com bannit Hans Niemann de sa plateforme et de son tournoi Chess.com Global Championship 2022. Alors que Hans Niemann reconnaît avoir triché lors de parties en ligne quand il était mineur (à 12 et 16 ans) et dément toute tricherie en présentiel sur un échiquier, aucune preuve formelle n'est en revanche apportée par Magnus Carlsen ou d'autres analystes concernant la partie qui les ont opposé. Le 4 octobre, Chess.com publie un long rapport détaillé pour étayer de potentielles tricheries de Hans Niemann avant 2021, jusqu'à plus de 100 fois sur leur plateforme de jeu.
Le 20 octobre, Hans Niemann porte plainte devant un tribunal du Missouri contre Magnus Carlsen, Hikaru Nakamura et le site internet Chess.com pour avoir « détruit dans l’œuf sa carrière remarquable et ruiné sa vie », et leur réclame 100 millions de dollars de dommages et intérêts.

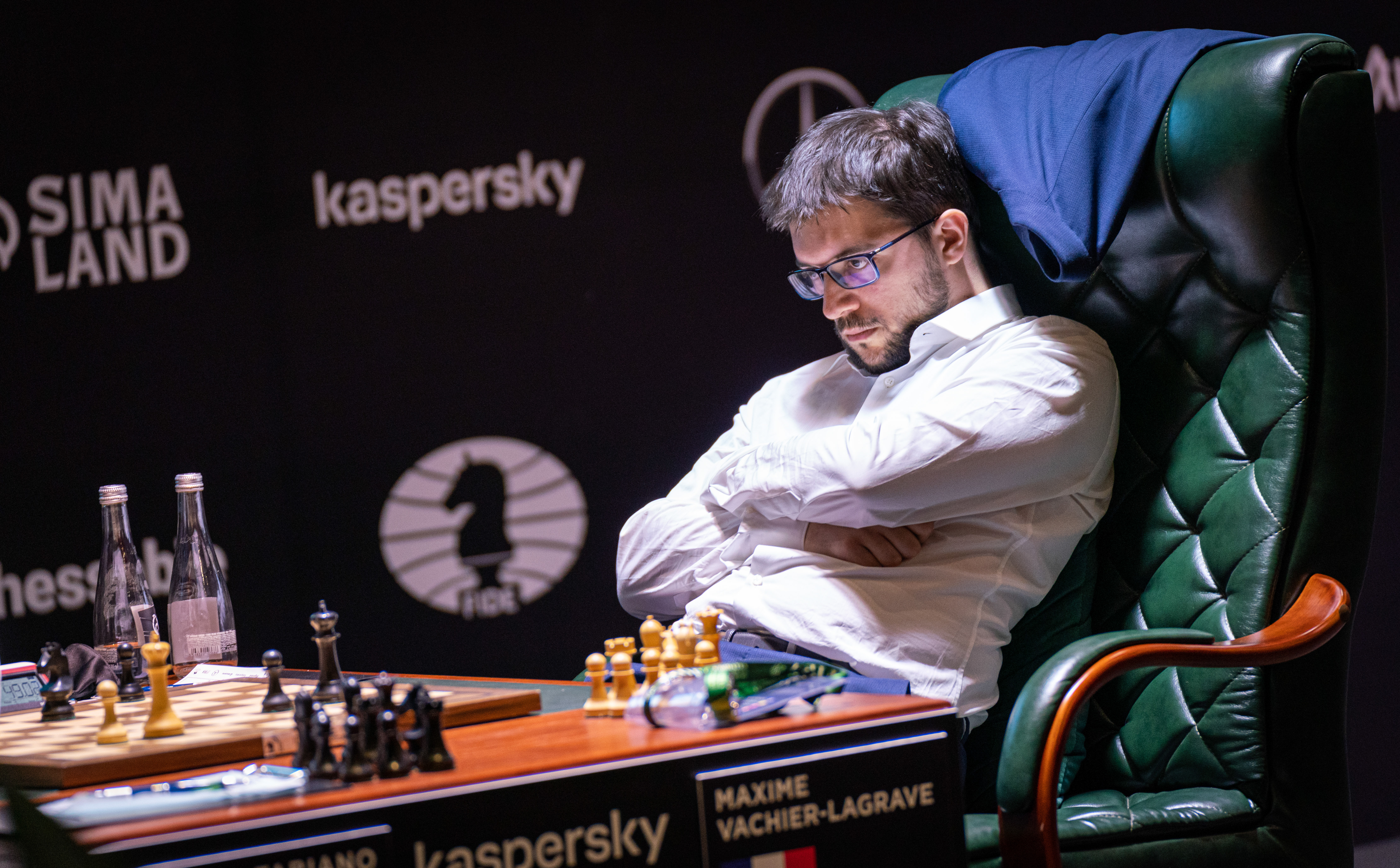
Maxime Vachier-Lagrave.
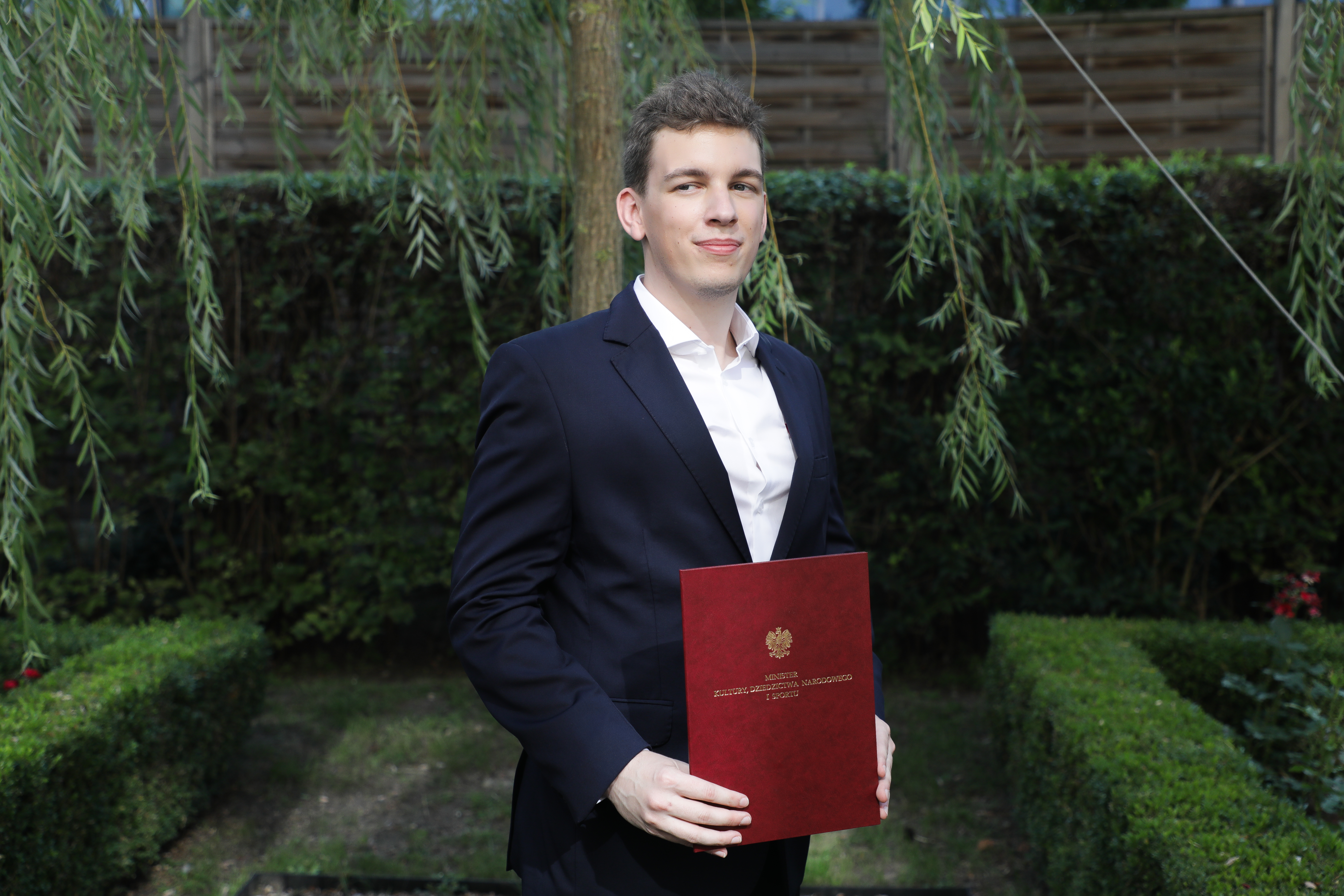
Jan-Krzysztof Duda.
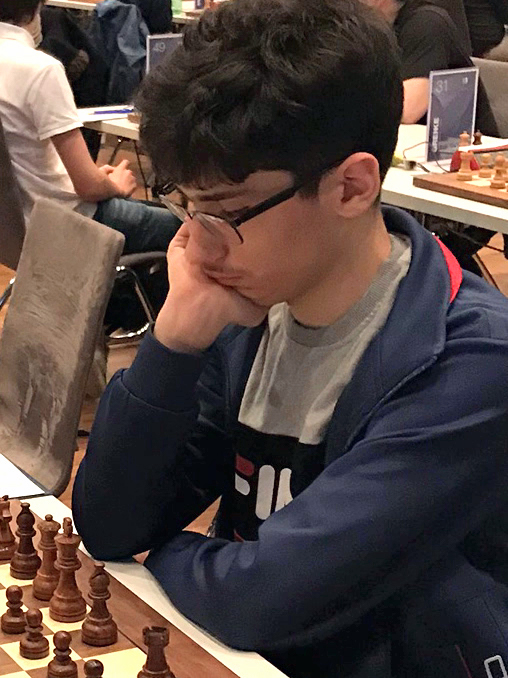
Alireza Firouzja.
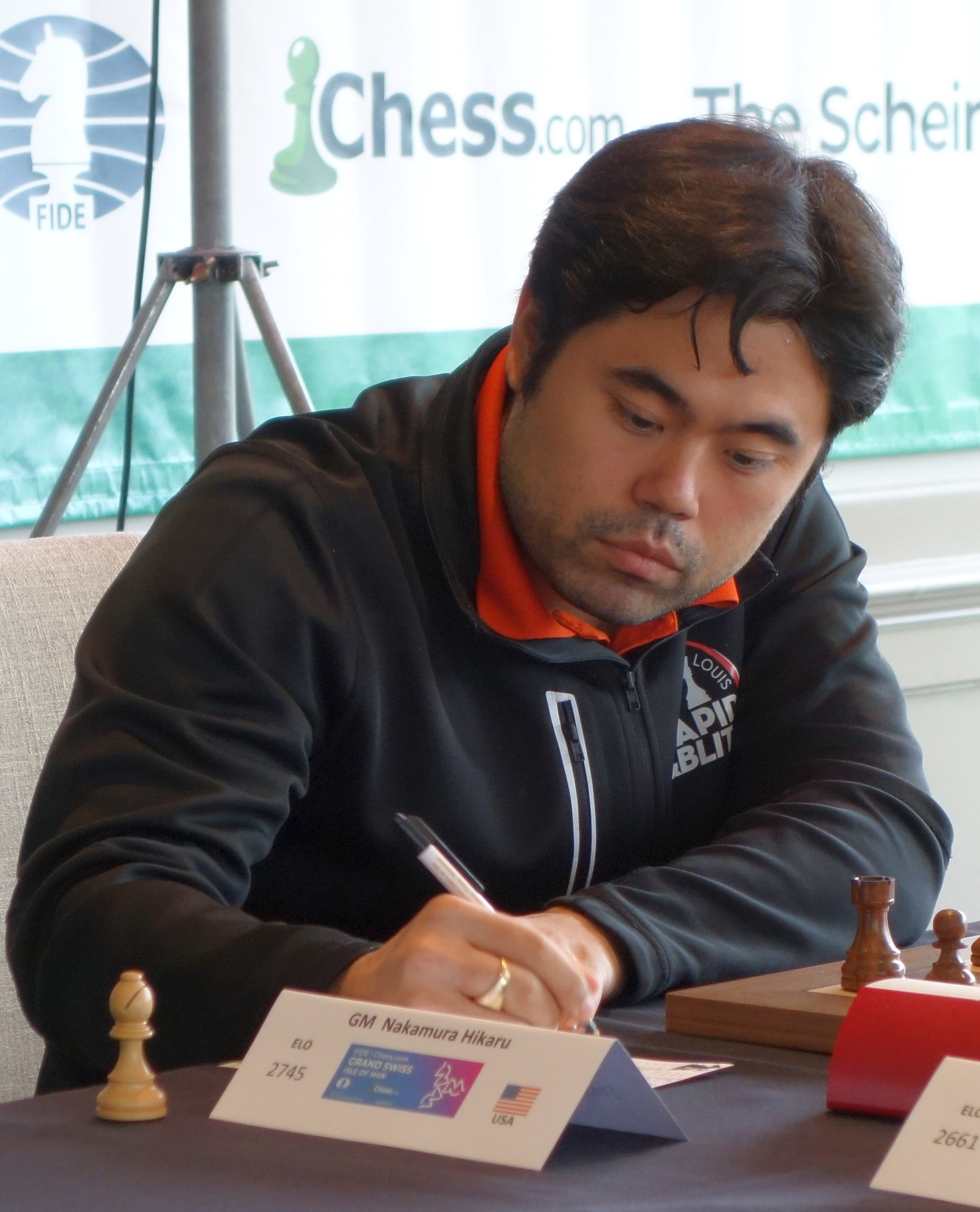
Hikaru Nakamura.

A l'image des années précédentes depuis le début de la pandémie de Covid-19, le Meltwater Champions Chess Tour, une série de neuf tournois en ligne, est organisé de février à novembre 2022. Les parties sont jouées en cadence rapide, et le tournoi est doté de 1,6 million de dollars de prix. L'ensemble du cycle de tournois est remporté aux points par le norvégien Magnus Carlsen, à l'issue de l'avant-dernier tournoi de la compétition.
| Tournoi                     | Dates           | Dotation  | Participants | Vainqueur          |
| --------------------------- | --------------- | --------- | ------------ | ------------------ |
| Airthings Masters           | 19-26 février   | 150 000 $ | 16           | Magnus Carlsen     |
| Charity Cup                 | 19-26 mars      | 150 000 $ | 16           | Magnus Carlsen     |
| Oslo Esports Cup            | 22-28 avril     | 210 000 $ | 8            | Jan-Krzysztof Duda |
| Chessable Masters           | 19-26 mai       | 150 000 $ | 16           | Ding Liren         |
| FTX Road to Miami           | 10-17 juillet   | 150 000 $ | 16           | Levon Aronian      |
| FTX Crypto Cup              | 15-21 août      | 210 000 $ | 8            | Magnus Carlsen     |
| Julius Baer Generation Cup  | 18-25 septembre | 150 000 $ | 16           | Magnus Carlsen     |
| Aimchess Rapid 2022         | 14-21 octobre   | 150 000 $ | 16           | Jan-Krzysztof Duda |
| Champions Chess Tour Finals | 11-20 novembre  | 210 000 $ | 8            | Magnus Carlsen     |

Un nouveau tournoi annuel voit également le jour en 2022, sous l'égide du site Internet Chess.com, le Chess.com Global Championship. Le tournoi réunit la plupart des meilleurs joueurs du monde, pour des parties en cadence rapide avec un cash-prize total de 1 100 000 $, dont 200 000 $ pour le vainqueur, l'américain Wesley So.

## Compétitions par équipes

### Olympiade d'échecs
L'Olympiade d'échecs de 2022, la 44e édition de cette compétition, se tient du 28 juillet au 10 août 2022 à Chennai. La compétition devait initialement se dérouler à Minsk en Biélorussie, puis à Moscou en Russie en 2020, mais après avoir été reportée de deux ans à la suite de la pandémie de Covid-19, la FIDE déplace à nouveau en mars 2022 l'Olympiade en Inde après l'invasion de l'Ukraine par la Russie en 2022. Conséquence supplémentaire de cette guerre, la FIDE décide d'exclure de la compétition la Russie et la Biélorussie
. La Chine prend également la décision de ne pas présenter d'équipe dans aucune des catégories, le pays limitant fortement la sortie de ses citoyens du pays depuis la pandémie de Covid-19. Enfin, le Pakistan prend prétexte du passage de la torche indienne via le Cachemire le 21 juillet 2022 pour se retirer aussi du tournoi.
Bien que désignés favoris de la compétition mixte, les États-Unis sont supplantés par l'équipe de l'Ouzbékistan et sa jeune équipe constituée de Shamsiddin Vokhidov, Nodirbek Abdusattorov, Jakhongir Vakhidov, Nodirbek Yakubboev, Javokhir Sindarov.
Dans la compétition réservée aux femmes, l'Inde et l'Ukraine sont fortement candidates à la victoire finale en début de tournoi, et c'est l'Ukraine qui finit par remporter la palme, avec son équipe composée de Mariya Mouzytchouk, Anna Mouzytchouk, Anna Ushenina, Nataliïa Bouksa et Ioulia Osmak.

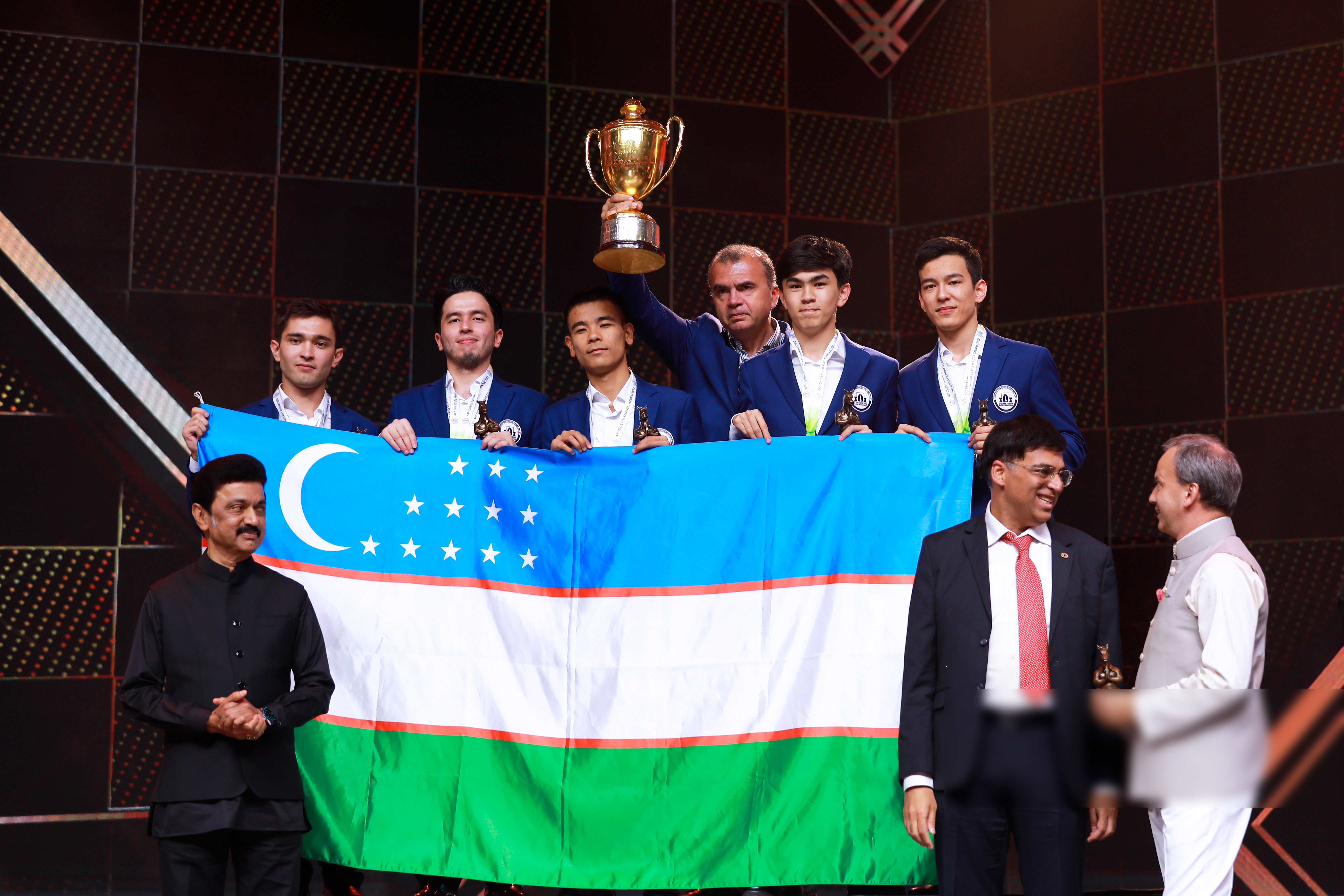
L'équipe d'Ouzbékistan avec son trophée.
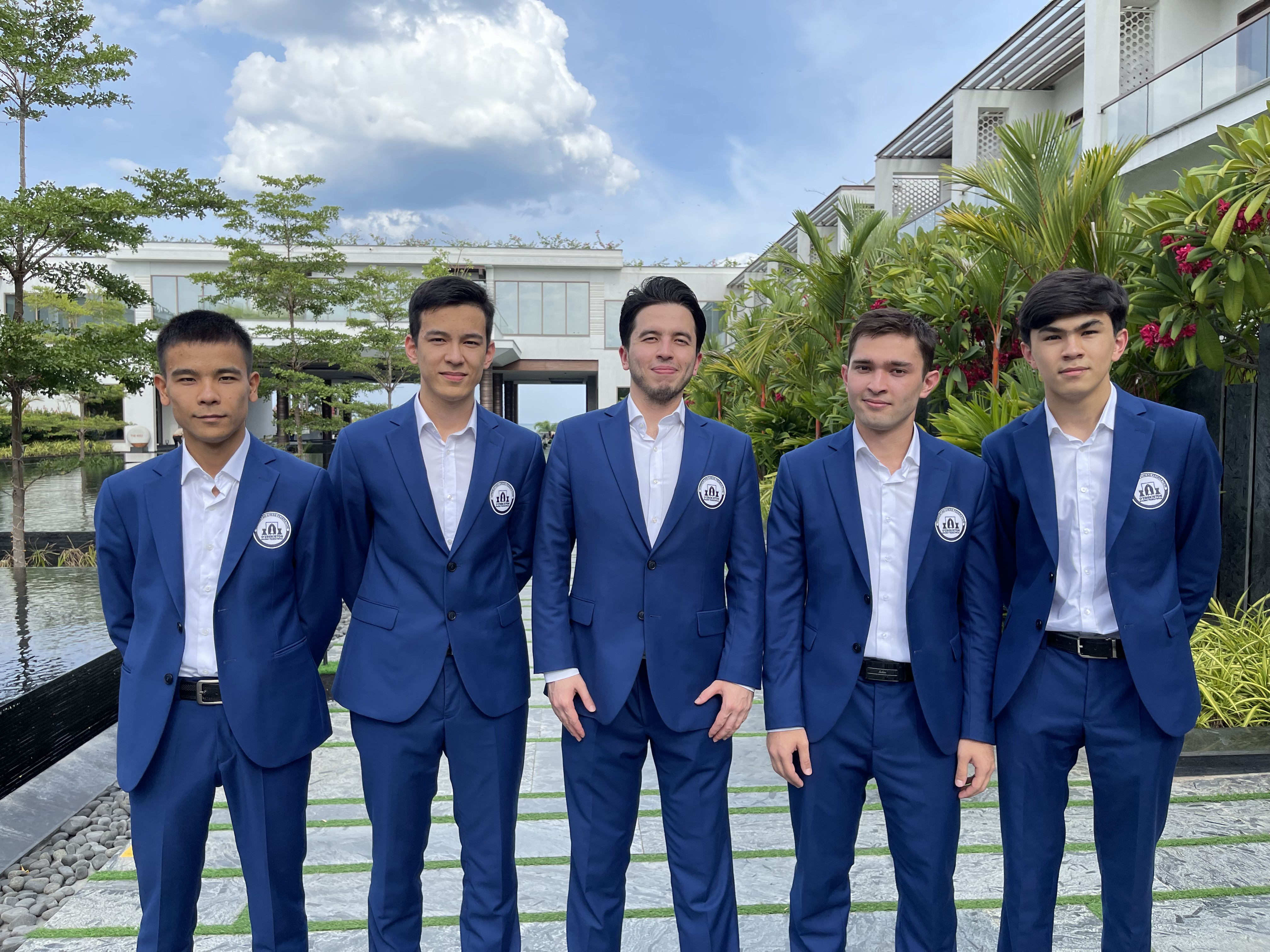
L'équipe d'Ouzbékistan, avec de gauche à droite : Vokhidov, Abdusattorov, Vakhidov, Yakubboev, Sindarov.
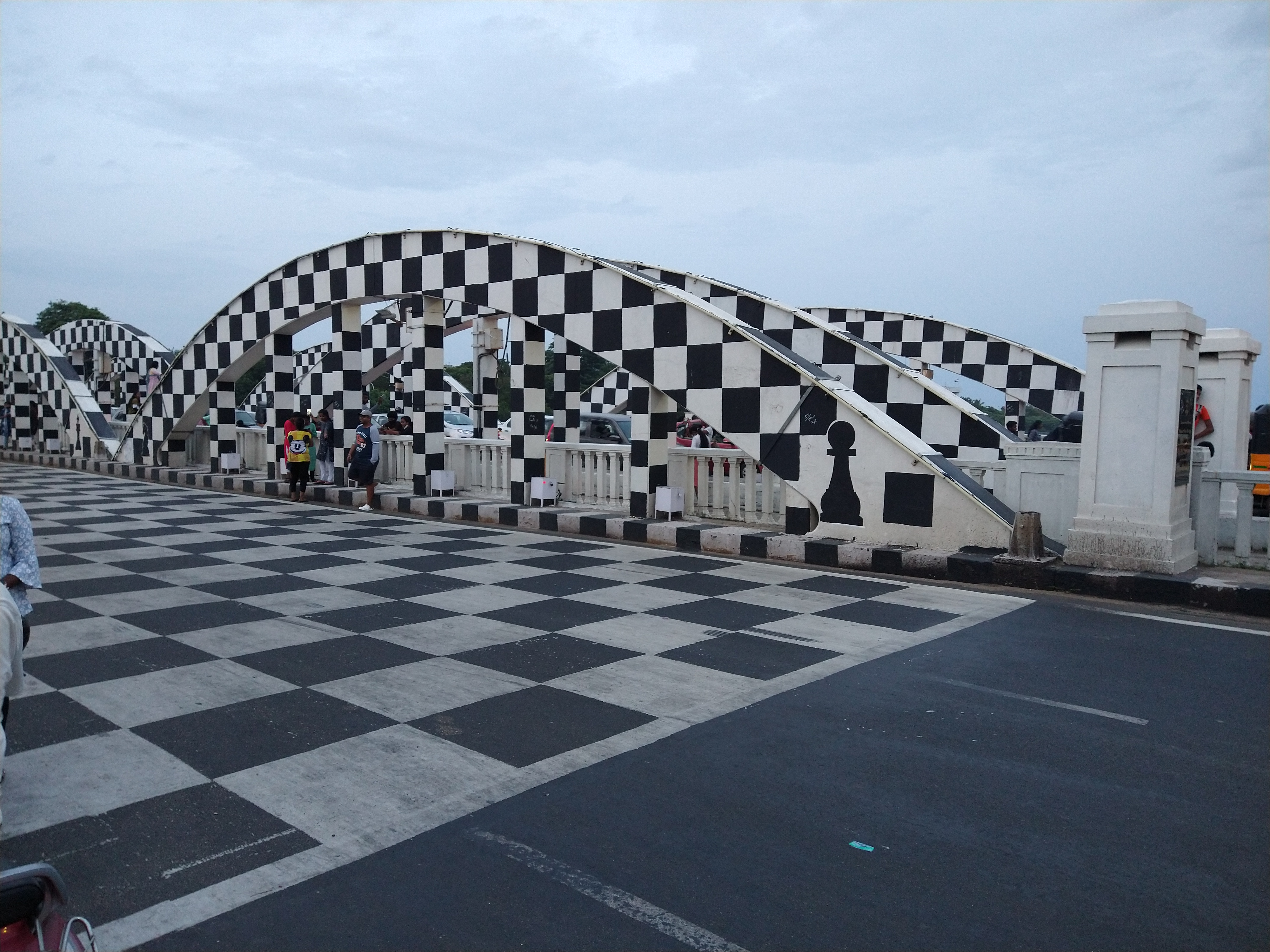
Le pont Napier de Chennai repeint aux couleurs d'un échiquier

L'assemblée générale de la Fédération internationale des échecs (FIDE) a lieu pendant l'Olympiade le 7 août, et vote pour la réélection de son président Arkady Dvorkovitch, avec Viswanathan Anand comme vice-président.

### Championnats continentaux par équipes
| Compétition                                        | Vainqueur mixte            | Vainqueur femmes           |
| -------------------------------------------------- | -------------------------- | -------------------------- |
| Championnat du monde d'échecs par équipes          | Chine                      | Pas de compétition dédiée  |
| Championnat d'Europe d'échecs des nations          | Pas de compétition en 2022 | Pas de compétition en 2022 |
| Championnat d'Asie d'échecs des nations            |                            |                            |
| Championnat panaméricain d'échecs des nations (en) |                            |                            |

### Championnats interclubs
| Compétition                                | Champion                       | Deuxième                    | Troisième                      |
| ------------------------------------------ | ------------------------------ | --------------------------- | ------------------------------ |
| Coupe d'Europe des clubs d'échecs          | Novy Bor Chess club            | Clichy Échecs 92            | Schachclub Viernheim 1934e.V.  |
| Coupe d'Europe des clubs d'échecs féminine | ASVOe Pamhagen                 | CSU ASE Superbet            | Cercle d'Échecs de Monte-Carlo |
| Championnat d'Allemagne d'échecs des clubs | OSG Baden-Baden                | SC Viernheim (de)           | SG Solingen                    |
| Championnat de Chine par équipes (en)      | Hangzhou Bank                  | Shanghai                    | Chongqing Ticai                |
| Championnat d'Espagne d'échecs des clubs   |                                |                             |                                |
| Championnat de France d'échecs des clubs   | Cercle d'échecs de Bischwiller | Asnières Le Grand Échiquier | Clichy Échecs 92               |
| Coupe de France des clubs d'échecs         | Asnières Le Grand Échiquier    | Tremblay-en-France          | ———                            |
| Four Nations Chess League (en) (4NCL)      |                                |                             |                                |
| United States Chess League (en) (USCL)     |                                |                             |                                |
| Championnat de Suisse d'échecs des clubs   | Lucerne                        | SG Zürich                   | Riehen                         |

## Championnats continentaux et nationaux individuels

### Championnats continentaux individuels
| Compétition                              | Champion mixte             | Championne       |
| ---------------------------------------- | -------------------------- | ---------------- |
| Championnat d'Afrique d'échecs           | Bassem Amin                | Shahenda Wafa    |
| Championnat d'Asie d'échecs              | Rameshbabu Praggnanandhaa, | P.V. Nandhidhaa, |
| Championnat d'Amérique d'échecs          | Timour Gareïev             |                  |
| Championnat d'Europe d'échecs individuel | Matthias Blübaum           | Monika Socko     |
| Championnat d'Océanie d'échecs           |                            |                  |

### Championnats nationaux individuels
Parmi tous les championnats individuels nationaux organisés en 2022, plusieurs d'entre eux connaissent une notoriété supérieure. En compétition mixte, Daniil Doubov, Fabiano Caruana, Arjun Erigaisi et Dai Changren remportent le titre national respectivement en Russie, aux États-Unis, en Inde, et en Chine. Dans les compétitions réservées aux femmes, Valentina Gounina, Jennifer Yu, Divya Deshmukh et Tan Zhongyi sont les vainqueuses respectives des championnats russe, américain, indien et chinois.
Dans les principales régions francophones documentées, Jules Moussard et Almira Skripchenko sont champions de France, Daniel Dardha champion de Belgique, Yuanchen Zhang et Maili-Jade Ouellet champions du Canada.
| Pays                                              | Champion mixte                                        | Championne                                      |
| ------------------------------------------------- | ----------------------------------------------------- | ----------------------------------------------- |
| Championnat d'Afrique du Sud d'échecs             | Daniel Cawdery (en)                                   | Chloe Badenhorst                                |
| Championnat d'Albanie d'échecs (en)               | Pasko Llambi                                          | Shuqja Klean                                    |
| Championnat d'Algérie d'échecs                    | Djabir Massinas                                       | Djerroud Chahrazed                              |
| Championnat d'Allemagne d'échecs                  | Leonardo Costa (de)                                   | Lara Schulze                                    |
| Championnat d'Andorre d'échecs                    | Felipe Porras                                         |                                                 |
| Championnat d'Angola d'échecs                     | David Silva                                           | Esperança Caxita (pt)                           |
| Championnat d'Argentine d'échecs                  | Fernando Peralta                                      | María Florencia Fernández                       |
| Championnat d'Arménie d'échecs                    | Manuel Petrosyan                                      | Mariam Mkrtchyan                                |
| Championnat d'Australie d'échecs                  | Pas de compétition en 2022                            | Pas de compétition en 2022                      |
| Championnat d'Autriche d'échecs                   | Felix Blohberger                                      | Annika Fröwis (de)                              |
| Championnat d'Azerbaïdjan d'échecs                | Mahammad Muradli                                      | Govhar Beydullayeva                             |
| Championnat du Bangladesh d'échecs                | Enamul Hossain (en)                                   | Jannatul Ferdous                                |
| Championnat de la Barbade d'échecs                | Martyn Del Castilho                                   | Hannah Wilson                                   |
| Championnat de Belgique d'échecs                  | Daniel Dardha                                         |                                                 |
| Championnat de la Biélorussie d'échecs            | Maxim Tsaruk                                          | Kseniya Zeliantsova                             |
| Championnat de Birmanie d'échecs                  |                                                       |                                                 |
| Championnat de Bolivie d'échecs                   | Rodrigo Mendoza                                       | Jessica Molina                                  |
| Championnat de Bosnie-Herzégovine d'échecs        |                                                       |                                                 |
| Championnat du Brésil d'échecs                    | Alexandr Fier                                         | Juliana Sayumi Terao (en)                       |
| Championnat de Bulgarie d'échecs                  | Pas de compétition en 2022                            | Pas de compétition en 2022                      |
| Championnat du Canada d'échecs                    | Yuanchen Zhang                                        | Maili-Jade Ouellet                              |
| Championnat du Cap-Vert d'échecs                  | Mariano Ortega                                        | Celia M. Rodriguez                              |
| Championnat du Chili d'échecs                     | Pablo Salinas Herrera                                 | Javiera Belén Gómez Barrera (en)                |
| Championnat de Chine d'échecs                     | Dai Changren                                          | Tan Zhongyi                                     |
| Championnat de Colombie d'échecs                  |                                                       |                                                 |
| Championnat de Corée du Sud d'échecs              | Sehyun Kwon                                           | Sohyun Kang                                     |
| Championnat du Costa Rica d'échecs                | Leonardo Valdés Romero (es)                           | Tania Hernández                                 |
| Championnat de Croatie d'échecs                   | Ivan Šarić                                            | Ena Cvitan                                      |
| Championnat de Cuba d'échecs                      | Yasser Quesada Pérez                                  | Yaniela Forgas                                  |
| Championnat du Danemark d'échecs                  | Martin Haubro (da)                                    |                                                 |
| Championnat d'Écosse d'échecs                     | Murad Abdulla (az)                                    |                                                 |
| Championnat d'Égypte d'échecs                     |                                                       | Salma Ahmed                                     |
| Championnat des Émirats Arabes Unis d'échecs      |                                                       |                                                 |
| Championnat d'Espagne d'échecs                    | Eduardo Iturrizaga Bonelli                            | Marta García Martín                             |
| Championnat d'Estonie d'échecs                    | Aleksandr Volodine                                    | Anastassia Sinitsina (en)                       |
| Championnat des États-Unis d'échecs               | Fabiano Caruana                                       | Jennifer Yu                                     |
| Championnat des îles Féroé d'échecs               | Høgni Egilstoft Nielsen (fo)                          |                                                 |
| Championnat des Fidji d'échecs                    | Taione Sikivou                                        | Tanvi Prasad                                    |
| Championnat de Finlande d'échecs                  | Pekka Köykkä                                          | Anastasia Nazarova (fi)                         |
| Championnat de France d'échecs                    | Jules Moussard                                        | Almira Skripchenko                              |
| Championnat de Géorgie d'échecs                   | Levan Pantsulaia                                      | Nino Batsiashvili                               |
| Championnat de Ghana d'échecs                     | Kwabena Adu-Poku                                      |                                                 |
| Championnat d'échecs de Grande-Bretagne           | Harry Grieve                                          | Lan Yao                                         |
| Championnat de Grèce d'échecs                     | Georgios Mitsis                                       | Marina Makropoulou                              |
| Championnat du Guyana d'échecs                    | Wendell Meusa                                         | Pooja Lam                                       |
| Championnat du Honduras d'échecs                  |                                                       | Andrea Nicole Garcia                            |
| Championnat de Hongrie d'échecs                   | Péter Prohászka                                       | Zsuzsanna Terbe                                 |
| Championnat d'Inde d'échecs                       | Mars : Arjun Erigaisi Décembre : Karthik Venkataraman | Mars : Divya Deshmukh Décembre : Divya Deshmukh |
| Championnat d'Indonésie d'échecs                  |                                                       |                                                 |
| Championnat d'Iran d'échecs                       | Bardiya Daneshvar                                     |                                                 |
| Championnat d'Irlande d'échecs                    | Tarun Kanyamarala                                     | Trisha Kanyamarala                              |
| Championnat d'Islande d'échecs                    | Hjörvar Steinn Grétarsson                             |                                                 |
| Championnat d'Israël d'échecs                     | Ido Gorshtein                                         | Yuliya Shvayger                                 |
| Championnat d'Italie d'échecs                     | Luca Moroni                                           | Olga Zimina                                     |
| Championnat de Jamaïque d'échecs                  | Shreyas Smith                                         | Gabriella Watson                                |
| Championnat du Japon d'échecs                     | Mirai Aoshima                                         |                                                 |
| Championnat du Kazakhstan d'échecs                | Ramazan Zhalmakhanov                                  | Meruert Kamalidenova                            |
| Championnat du Kenya d'échecs                     | Mehul Gohil                                           | Joyce Nyaruai                                   |
| Championnat du Kirghizistan d'échecs              | Semetey Tologontegin                                  | Begimai Zairbek Kyzy                            |
| Championnat du Kosovo d'échecs                    | Nderim Saraçi (en)                                    | Arlinda Aliu,[réf. souhaitée]                   |
| Championnat du Lesotho d'échecs                   | Bokang Motsamai                                       | Reitumetse Taioe                                |
| Championnat de Lettonie d'échecs                  | Ilmārs Starostīts (en)                                | Laura Rogule                                    |
| Championnat du Liban d'échecs                     | Amro El Jawich                                        |                                                 |
| Championnat du Liberia d'échecs                   | Bobby Ballah                                          | Abigail Karyah                                  |
| Championnat de Lituanie d'échecs                  | Karolis Jukšta (en)                                   | Olena Martynkova (en)                           |
| Championnat du Luxembourg d'échecs                |                                                       |                                                 |
| Championnat de Macédoine du nord d'échecs         | Filip Pancevski                                       | Monika Stojkovska                               |
| Championnat de Madagascar d'échecs                |                                                       |                                                 |
| Championnat de Malaisie d'échecs                  |                                                       |                                                 |
| Championnat du Malawi d'échecs                    | Joseph Mwale                                          | Shriyan Priyasha                                |
| Championnat du Maroc d'échecs                     |                                                       |                                                 |
| Championnat du Mexique d'échecs                   |                                                       |                                                 |
| Championnat de Moldavie d'échecs                  | Dragoș Cereș                                          | Ana Petricenco                                  |
| Championnat de Mongolie d'échecs                  | Dambasuren Batsuren                                   | Altan-Ulzii Enkhtuul                            |
| Championnat du Monténégro d'échecs                | Nikola Đukić                                          | Nikolina Koljević                               |
| Championnat de Namibie d'échecs                   | Charles Eichab                                        | Rauha Shipindo                                  |
| Championnat du Népal d'échecs                     |                                                       |                                                 |
| Championnat de Norvège d'échecs                   | Simen Agdestein                                       | Pas de compétition dédiée                       |
| Championnat de Nouvelle-Zélande d'échecs          | Daniel Gong                                           | Pas de compétition dédiée                       |
| Championnat d'Ouzbékistan d'échecs                |                                                       |                                                 |
| Championnat du Pakistan d'échecs                  |                                                       |                                                 |
| Championnat du Panama d'échecs (en)               | Roberto Carlos Sanchez Alvarez (ru)                   | Lourdes Lorena Vasquez Jaen                     |
| Championnat du Paraguay d'échecs                  | Arturo Cáceres                                        | Gabriela Vargas Talavera (en)                   |
| Championnat d'échecs des Pays-Bas                 | Erwin l'Ami                                           | Machteld van Foreest                            |
| Championnat du Pays de Galles d'échecs            | Jose Camacho Collados                                 | Lynda Smith                                     |
| Championnat du Pérou d'échecs                     | Jorge Cori                                            | Mitzy Mishell Caballero Quijano                 |
| Championnat des Philippines d'échecs              |                                                       | du 29 novembre au 7 décembre 2022               |
| Championnat de Pologne d'échecs                   | Radoslaw Wojtaszek                                    | Michalina Rudzińska                             |
| Championnat du Portugal d'échecs                  | André Ventura Sousa                                   | Mariana Sofia T. Silva                          |
| Championnat de la République dominicaine d'échecs | Gian Carlo Arvelo                                     | Raydily Rosario Almánzar                        |
| Championnat de Tchéquie d'échecs                  | David Navara                                          | Natasa Richterova                               |
| Championnat de Roumanie d'échecs                  | Mircea Pârligras                                      | Alessia-Mihaela Ciolacu                         |
| Championnat de Russie d'échecs                    | Daniil Doubov                                         | Valentina Gounina                               |
| Championnat de Sao Tomé-et-Principe d'échecs      | Sergio Pereira                                        | Jualzimira de Oliveira Bastos Rita              |
| Championnat du Sénégal d'échecs                   | Bernard Lesbros                                       |                                                 |
| Championnat de Serbie d'échecs                    | Velimir Ivić                                          | Irina Chelushkina                               |
| Championnat de Singapour d'échecs                 | Andrean Susilodinata                                  | Gong Qianyun                                    |
| Championnat de Slovaquie d'échecs                 |                                                       |                                                 |
| Championnat de Slovénie d'échecs                  | Matej Šebenik                                         | Petra Kejžar                                    |
| Championnat du Sri Lanka d'échecs                 | Susal de Silva                                        | Sachini Ranasinghe (en)                         |
| Championnat de Suède d'échecs                     | Jonny Hector                                          | Pas de compétition dédiée                       |
| Championnat de Suisse d'échecs                    | Fabian Baenziger                                      | Lena Georgescu                                  |
| Championnat du Suriname d'échecs                  | Dewperkash Gajadin (en)                               | Catherine Kaslan                                |
| Championnat de Thaïlande d'échecs                 | Kananub Warot                                         | Araya Prommuang                                 |
| Championnat de Tunisie d'échecs                   | Amir Zaibi                                            | Safa Ben Said                                   |
| Championnat de Turquie d'échecs                   | Mustafa Yilmaz                                        | Ekaterina Atalik                                |
| Championnat d'Ukraine d'échecs                    |                                                       |                                                 |
| Championnat d'Uruguay d'échecs                    | Alejandro Hoffman                                     | Andreína Quevedo                                |
| Championnat du Venezuela d'échecs                 |                                                       |                                                 |
| Championnat du Viêt Nam d'échecs                  | Trần Tuấn Minh                                        |                                                 |
| Championnat de Zambie d'échecs                    |                                                       |                                                 |
| Championnat du Zimbabwe d'échecs                  |                                                       |                                                 |

## Évolution des classements mondiaux en 2022
Les joueurs d'échecs ont un classement Elo mis à jour chaque mois par la FIDE en fonction de leurs résultats sportifs, et chaque partie jouée rapporte ou retire des points Elo aux joueurs. Au cours de l'année 2022, plusieurs progressions au classement Elo sont remarquées.

### Classement mixte
Chez les hommes, le joueur indien de 15 ans Gukesh D intègre le club des joueurs à plus de 2700 elo, grâce à ses performances successives au 48e Torneo Internacional de Ajedrez de La Roda 2022, à l'Open de Minorque, au Chessable Sunway Formentera, au 14e tournoi Cerrado Ciudad de Gijon ainsi qu'au Festival d'échecs de Bienne, avant son triomphe à l'olympiade d'échecs de 2022. Les performances des jeunes joueurs Arjun Erigaisi,, Hans Moke Niemann,, Nodirbek Abdusattorov,, Nihal Sarin, Rameshbabu Praggnanandhaa, sont aussi particulièrement notées. Vincent Keymer, Ray Robson et Bassem Amin passent la barre symbolique des 2700 Elo en 2022.
| Rang 2023 | Nom                | Né en | Fédération | Elo 2023 | Rang 2022 | Elo 2022 | Évolution     |
| --------- | ------------------ | ----- | ---------- | -------- | --------- | -------- | ------------- |
| 1         | Magnus Carlsen     | 1990  | Norvège    | 2 859    | 1         | 2 865    | en stagnation |
| 2         | Ding Liren         | 1992  | Chine      | 2 811    | 3         | 2 799    | 12            |
| 3         | Ian Nepomniachtchi | 1990  | Russie     | 2 793    | 5         | 2 773    | 20            |
| 4         | Alireza Firouzja   | 2003  | France     | 2 785    | 2         | 2 804    | 19            |
| 5         | Hikaru Nakamura    | 1987  | États-Unis | 2 768    | 19        | 2 736    | 32            |
| 6         | Fabiano Caruana    | 1992  | États-Unis | 2 766    | 4         | 2 792    | 26            |
| 7         | Anish Giri         | 1994  | Pays-Bas   | 2 764    | 7         | 2 772    | en stagnation |
| 8         | Wesley So          | 1993  | États-Unis | 2 760    | 8         | 2 772    | 12            |
| 9         | Viswanathan Anand  | 1969  | Inde       | 2 754    | 16        | 2 751    | en stagnation |
| 10        | Sergueï Kariakine  | 1990  | Russie     | 2 747    | 18        | 2 743    | en stagnation |

### Classement femmes
Côté femmes, de très bons résultats sont à mettre au crédit de Vaishali R lors du 8e Fischer Memorial et de l'Open de Bodensee, d'Ashritha Eswaran après trois tournois en juin, d'Ulviyya Fataliyeva à l'Open Masters de Serbie, de la joueuse indienne Savitha Shri B après son Open de République tchèque, et de Oliwia Kiolbasa, Sabrina Vega Gutierrez et Vantika Agrawal lors de l'olympiade d'échecs de 2022, de Monika Socko et Aleksandra Maltsevskaïa après le championnat d'Europe féminin, de Dinara Wagner pendant le Grand Prix FIDE d'Astana, le championnat d'Allemagne des clubs féminin et la Coupe d'Europe des Clubs féminin et de Govhar Beydullayeva au championnat du monde junior. Enfin, l'année 2022 voit l'éclosion au plus haut niveau féminin de la très jeune Lu Miaoyi, âgée de seulement 12 ans.
| Rang 2023 | Nom                     | Né en | Fédération | Elo 2023 | Rang 2022 | Elo 2022 | Évolution     |
| --------- | ----------------------- | ----- | ---------- | -------- | --------- | -------- | ------------- |
| 1         | Hou Yifan               | 1994  | Chine      | 2 638    | 1         | 2 658    | 20            |
| 2         | Aleksandra Goriatchkina | 1998  | Russie     | 2 576    | 2         | 2 610    | 34            |
| 3         | Humpy Koneru            | 1987  | Inde       | 2 572    | 3         | 2 586    | 14            |
| 4         | Kateryna Lagno          | 1989  | Russie     | 2 560    | 5         | 2 550    | en stagnation |
| 5         | Ju Wenjun               | 1991  | Chine      | 2 555    | 4         | 2 560    | en stagnation |
| 6         | Lei Tingjie             | 1997  | Chine      | 2 545    | 7         | 2 535    | en stagnation |
| 7         | Tan Zhongyi             | 1991  | Chine      | 2 530    | 10        | 2 525    | en stagnation |
| 8         | Mariya Muzychuk         | 1992  | Ukraine    | 2 523    | 6         | 2 539    | 16            |
| 9         | Anna Muzychuk           | 1990  | Ukraine    | 2 522    | 9         | 2 531    | en stagnation |
| 10        | Alexandra Kosteniuk     | 1984  | FIDE       | 2 519    | 12        | 2 516    | en stagnation |

## Achat de Play Magnus Group par Chess.com
Le 24 août 2022, Chess.com annonce sur Twitter que l'entreprise Play Magnus Group (en) accepte son offre d'achat de toutes ses actions pour un montant estimé à 83 millions de dollars. Il s'agit d'une opération de concentration, car ainsi Chess.com devient à terme propriétaire du site Internet concurrent Chess24.com, de différents outils d'apprentissage des échecs (Chessable, Aimchess, GingerGM, iChess), du magazine New in Chess et de la maison d'édition Everyman Chess. Ce rachat s'inscrit aussi dans un contexte de difficultés économiques pour l'entreprise Play Magnus Group, plusieurs de ses produits ne parvenant pas à être rentables,.

## Changements de fédération
À la suite de l'invasion de l'Ukraine par la Russie début 2022, la FIDE et l'Union Européenne des Échecs (ECU) décident en février 2022 une série de mesures pour exclure les joueurs russes et biélorusses des compétitions qu'elle organise, et par la même occasion facilite les procédures de changement de fédération pour ces joueurs. Le premier d'entre eux à le faire est Ievgueni Romanov, qui rejoint la fédération norvégienne,. D'autres transferts notables sont également relevés au cours de l'année :
- Richárd Rapport quitte la fédération hongroise pour la fédération roumaine[215].
- Avigdor Bykhovsky (ru) quitte la fédération russe pour la fédération israélienne[213].
- Maxim Novik (ru) quitte la fédération russe pour la fédération lituanienne[213].
- Grigoriy Oparin quitte la fédération russe pour la fédération américaine[214].
- Alina Kashlinskaya quitte la fédération russe pour la fédération polonaise[216].
- Anastasia Savina quitte la fédération russe pour la fédération française[217].
- Dinara Wagner quitte la fédération russe pour la fédération allemande[218].
- Atousa Pourkashiyan quitte la fédération iranienne pour la fédération américaine[219].

## Nécrologie
- 23 janvier : Božidar Đurašević[220]
- 24 janvier : Mark Tseitline[221],[222]
- 28 janvier : Gilles Mirallès[223]
- 2 février : Arthur Feuerstein[224],[225]
- 3 février : Juan Carlos Hase (en)[226]
- 5 février : Abram Khassine[227] et Leili Pärnpuu (en)[228]
- 14 février : Borislav Ivkov[229]
- 1er avril : David Anderton[230]
- 12 avril : Arne Zwaig (en)[231]
- 5 mai : José Félix Villarreal (en)[232]
- 7 mai : Youri Averbakh[233]
- 18 mai : Jacques Lambert (ancien président de la Fédération française des échecs)[234]
- 5 juin : Aleksandr Nikitine[235],[236]
- 13 juillet : Igor Naumkin (en)[237],[238],[239]
- 14 juillet : Nikolaï Kroguious[240]
- En août : Catalin Navrotescu[241]
- 2 septembre : Mišo Cebalo[242]
- 27 septembre : Erling Kristiansen (en)[243]
- 10 octobre : Roman Pelts (en)[244]
- 12 octobre : Konstantin Landa[245]
- 26 octobre : Michael Basman[246],[247]
- 11 novembre : Francisco Javier Sanz Alonso (en)[248],[249]
- 16 novembre : Bjørn Brinck-Claussen (en)[250]
- 12 décembre : Iván Faragó[251]